# Amblong
L'amblong est une langue océanienne parlée par 300 personnes au Sud de l'île d'Espiritu Santo au Vanuatu, dans le Sud-Ouest de l'océan Pacifique. 
L'amblong ressemble à d'autres dialectes de l'île, notamment au narango et au morouas.